# Cristian Olivera
Cristian Olivera (Montevideo, 2002. április 17. –) uruguayi válogatott labdarúgó, a brazil Grêmio csatára.

## Pályafutása

### Klubcsapatokban
Olivera az uruguayi fővárosban, Montevideóban született. Az ifjúsági pályafutását a helyi Defensor Sporting csapatában kezdte, majd a Rentistasnál folytatta.
2019-ben mutatkozott be a Rentistas másodosztályban szereplő felnőtt keretében. Még a 2019-es szezonban feljutottak az első osztályba. 2020. szeptember 15-én a spanyol másodosztályban érdekelt Almería szerződtette. 2021 és 2023 között kölcsönben a Peñarol és a Boston River csapatát erősítette. 2023. augusztus 4-én 3½ éves szerződést kötött az amerikai Los Angeles együttesével. Először a 2023. augusztus 24-ei, Colorado Rapids ellen hazai pályán 4–0-ás győzelemmel zárult mérkőzés 64. percében, Carlos Vela cseréjeként lépett pályára, majd 20 perccel később megszerezte első gólját is a klub színeiben.
2025. február 14-én 2+1 évre kötött szerződést a brazil Grêmio csapatával.

### A válogatottban
Olivera az U15-ös, az U17-es és az U23-as korosztályú válogatottakban is képviselte Uruguayt.
2023-ban debütált a felnőtt válogatottban. Először a 2023. szeptember 12-ei, Ecuador ellen 2–1-re elvesztett VB-selejtező félidejében, Darwin Núñezt váltva lépett pályára.

## Statisztikák
2024. augusztus 26. szerint
| Klub         | Szezon   | Osztály          | Bajnokság | Bajnokság | Kupa  | Kupa | Nemzetközi | Nemzetközi | Összesen | Összesen |
| Klub         | Szezon   | Osztály          | Meccs     | Gól       | Meccs | Gól  | Meccs      | Gól        | Meccs    | Gól      |
| ------------ | -------- | ---------------- | --------- | --------- | ----- | ---- | ---------- | ---------- | -------- | -------- |
| Almería      | 2020–21  | Segunda División | 3         | 0         | 1     | 0    | —          | —          | 4        | 0        |
| Peñarol      | 2021     | Primera División | 13        | 0         | 0     | 0    | 4          | 0          | 17       | 0        |
| Peñarol      | 2022     | Primera División | 2         | 0         | 1     | 0    | 0          | 0          | 3        | 0        |
| Boston River | 2022     | Primera División | 12        | 4         | 1     | 0    | 0          | 0          | 13       | 4        |
| Boston River | 2023     | Primera División | 21        | 6         | 0     | 0    | 3          | 0          | 24       | 6        |
| Los Angeles  | 2023     | MLS              | 15        | 2         | 0     | 0    | 1          | 0          | 16       | 2        |
| Los Angeles  | 2024     | MLS              | 17        | 5         | 2     | 3    | 6          | 4          | 25       | 12       |
| Összesen     | Összesen | Összesen         | 83        | 17        | 5     | 3    | 14         | 4          | 102      | 24       |

### A válogatottban
| Válogatott | Év       | Pályára lépés | Gól |
| ---------- | -------- | ------------- | --- |
| Uruguay    | 2023     | 3             | 0   |
| Uruguay    | 2024     | 8             | 0   |
| Összesen   | Összesen | 11            | 0   |

## Sikerei, díjai
Peñarol
- Primera División
  - Bajnok (1): 2021

- Uruguayi Szuperkupa
  - Győztes (1): 2022

Uruguayi válogatott
- Copa América
  - Bronzérmes (1): 2024